# Ermitage Saint-Sauveur de Casós
L’ermitage Saint-Sauveur de Casós (en catalan Sant Salvador de Casós) est un ermitage situé à 300 mètres au nord-est du village de Casós, dans la commune d'El Pont de Suert, en Catalogne (province de Lérida). Il a été construit au XIe siècle dans le style roman.